# Baber
Zahir-ud-Din Muhàmmad, anomenat Baber, El Tigre (14 de febrer del 1483 - 26 de desembre del 1530), va ser un conqueridor que va fundar la dinastia i l'imperi mogol a l'Índia. Era descendent de Tamerlà en cinquè grau per Miran-Xah i de Genguis Kan en quinzè grau per la seva mare Kutluk Nigar Khanum. Baber era doncs eixit d'un llinatge d'origen turcomongol (timúrida i txagatai), però alhora, la seva formació i cultura fou persa. També se li va donar el nom a títol pòstum de Firdaws Makani ('Habitar al paradís').
Va ser un guerrer que no vacil·lava a crear piràmides amb els cranis dels seus enemics (tal com ho feu el seu avantpassat Tamerlà), però alhora se'l reconeixia com un home compassiu, que no permetia, per exemple, que les seves tropes pillessin o ferissin innocents. Molt culte, va escriure poemes en persa i en turc, la seva llengua natal, així com unes Memòries que el seu fill va traduir del turc al persa.
Va ser en gran part responsable de la bona acollida d'aquesta cultura persa per part dels seus descendents i de la seva expansió i influència a tot el subcontinent indi, el que va donar uns resultats literaris, artístics i historiogràfics brillants. Va deixar als seus successors un llegat de tolerància envers els no-musulmans que caracteritzaria més endavant l'imperi mogol al seu zenit.

## Nom
Ẓahīr-ud-Dīn en àrab és defensor de la fe (de l'islam), i Mahoma honra el profeta islàmic. El nom va ser escollit per a Babur pel sant sufí Khwaja Ahrar, que era el mestre espiritual del seu pare. La dificultat de pronunciar el nom del seu exèrcit turco-mongol de l'Àsia central podria haver estat responsable de la popularitat més gran del seu malnom Babur, també escrit de diferents maneres Baber, Babar, i Bābor. El nom es pren generalment en referència a la paraula persa babur (ببر), que significa tigre o pantera. La paraula apareix repetidament a Shahnameh de Firdawsí i va ser manllevada a les llengües turques de l'Àsia central.

## Context

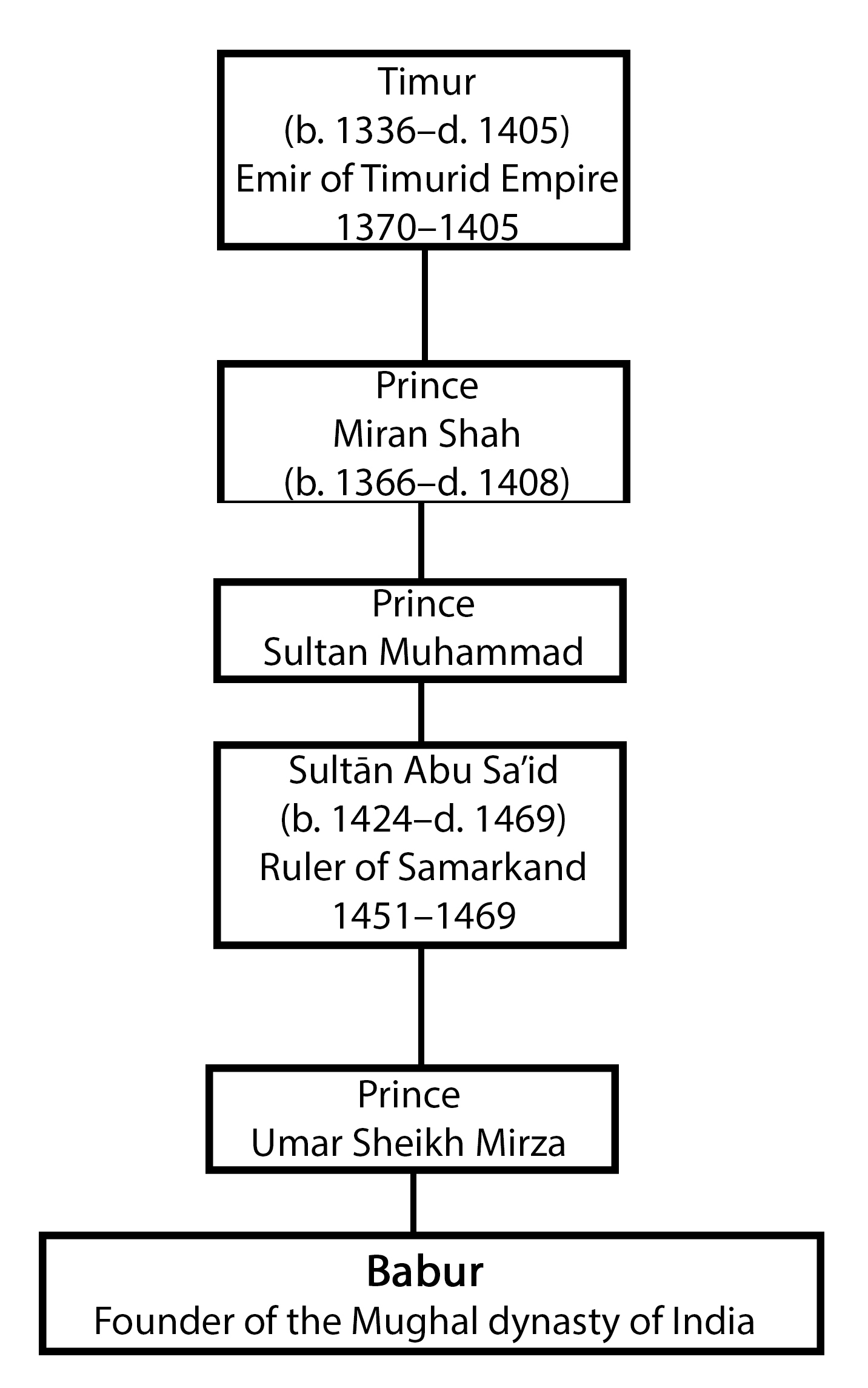
Arbre genealògic de Babur

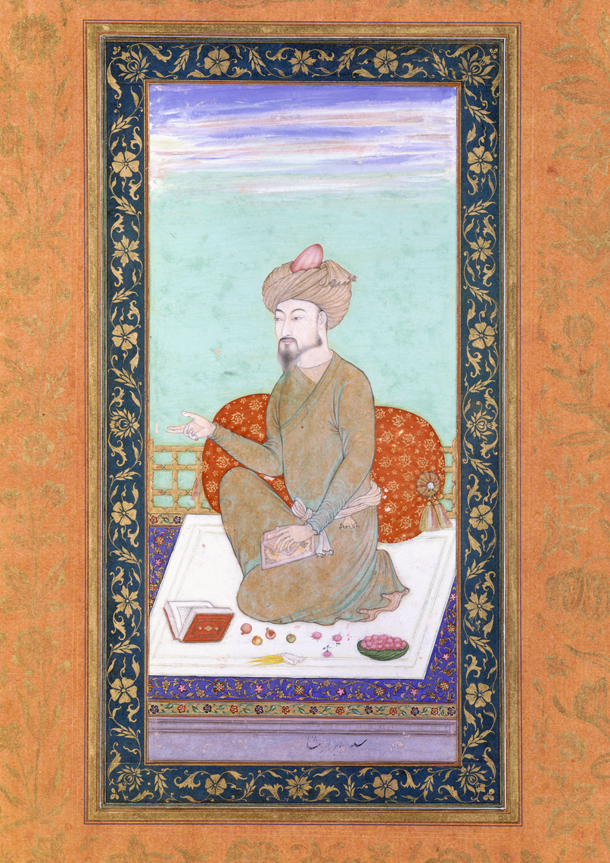
Retrat de Babur del segle XVII

Les memòries de Baber són la principal font de detalls de la seva vida. Es coneixen com el Baburnama i van ser escrits en llengua txagatai, la seva llengua materna, encara que, segons Dale, la seva prosa turca està molt persa en la seva estructura de frases, morfologia o formació de paraules i vocabulari. Baburnama va ser traduït al persa durant el govern del net de Baber Akbar.
Baber va néixer el 14 de febrer de 1483 a la ciutat d'Andidjan, vall de Fergana, a l'Uzbekistan contemporani. Era el fill gran d’Umar Xaïkh Mirza, governant de la vall de Fergana, fill d’Abu Saʿīd Mirza (i net de Miran Xah, fill de Tamerlà) i la seva dona Qutlugh Nigar Khanum, filla de Yunus Khan., el governant de Mogolistan (descendent de Genguis Kan).
Baber provenia de la tribu Barles, que era d'origen mongol i havia abraçat la cultura turca i persa. També s'havien convertit a l'islam segles abans i van residir al Turquestan i al Khorasan. A part de la llengua xaghatai, Baber parlava igualment el persa, la llengua franca de l'elit timúrida. Alguns familiars de Baber, com el seu oncle Mahmud Khan (Moghul Khan) i Ahmad Khan, van continuar identificant-se com a mongols, que van prestar els seus nebots amb tropes mongoles per ajudar-lo a recuperar la seva fortuna en els anys convulsos que van seguir.
Per tant, Baber, tot i que nominalment era mongol (o moghul en llengua persa), va obtenir gran part del seu suport del poble turc i iranià local de l'Àsia central, i el seu exèrcit era divers en la seva constitució ètnica. Incloïa sarts, tadjiks, afganesos, àrabs, així com turcomongols Barlas i Chaghatayid de l'Àsia central.

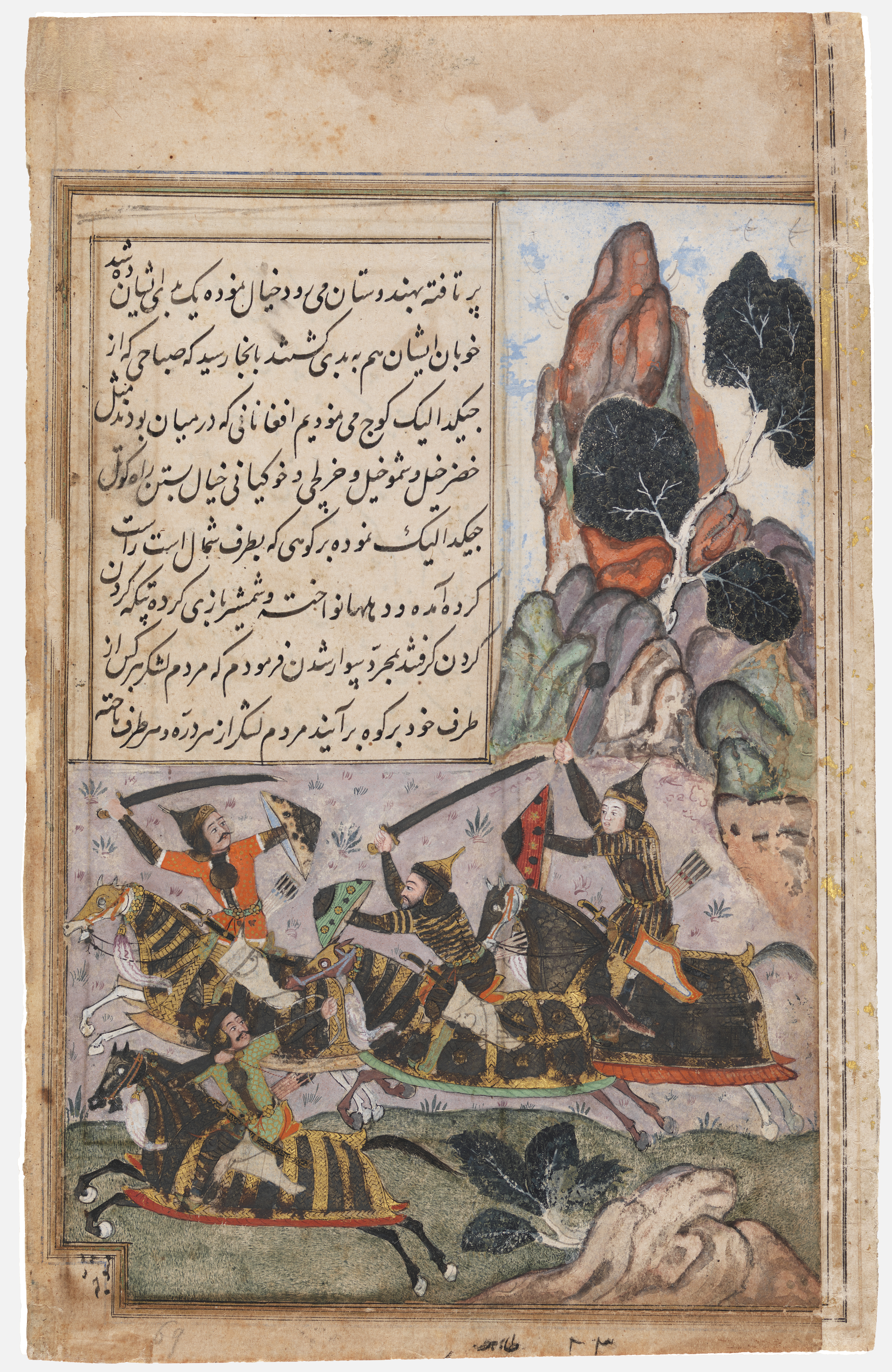
Babur marxa cap a Hindustan des de Kabul

## Biografia

### Pèrdua de Fergana
El seu pare, Umar Shaykh, que era el mirza (rei o príncep) de Fergana, al Turquestan (actualment a l'Uzbekistan) va morir el juny de 1494 i Baber heretà del tron amb tot just dotze anys. Va continuar la lluita iniciada pel seu pare pel domini de les regions fèrtils. El novembre va refusar al més gran dels seus oncles paterns, Ahmad Mirza de Samarcanda, i pel més gran dels oncles materns, Sultan Mahmud de Taixkent, que li volien confiscar les seves possessions. Aprofitant conflictes entre els seus cosins va conquerir Samarcanda que va haver d'abandonar al cap de quatre mesos per una conspiració al seu quarter general d'Andidjan, on els mongols de Tanbal van proclamar al seu germà Djahangir; aviat va recuperar Andidjan (1498/1499) i llavors es va repartir Fergana amb el seu germà; després es va casar.
Anava a conquerir Samarcanda quan se li va avançar l'uzbek Shibani Khan (1500) però l'any següent la va ocupar per sorpresa. No obstant això, Shibani el va derrotar en la batalla de Sai-i Pul (abril i maig del 1501) el va bloquejar i el va reduir a la fam havent d'abandonar Samarcanda i sense poder tornar a Andidjan que havia cedit al seu germà després de la conquesta.
Els seus oncles, kans de Taixkent i de Moghulistan del Nord, el van acollir a contracor fent honor al dret d'hospitalitat i li van donar algunes tropes per lluitar contra Tanbal i finalment van anar en persona al seu ajut però Tanbal va demanar ajut a Shibani Khan que els va derrotar i va capturar els dos kans, i almenys un es creu que el va fer enverinar a Arčiyan el juny del 1503.
Durant un any Baber es va refugiar amb els nòmades de Sukh i Hushyar que li van donar hospitalitat. Però els èxits continuats de Shibani Khan van decidir a Baber de buscar la seva sort en un territori fora de la seva influència.

### Afganistan

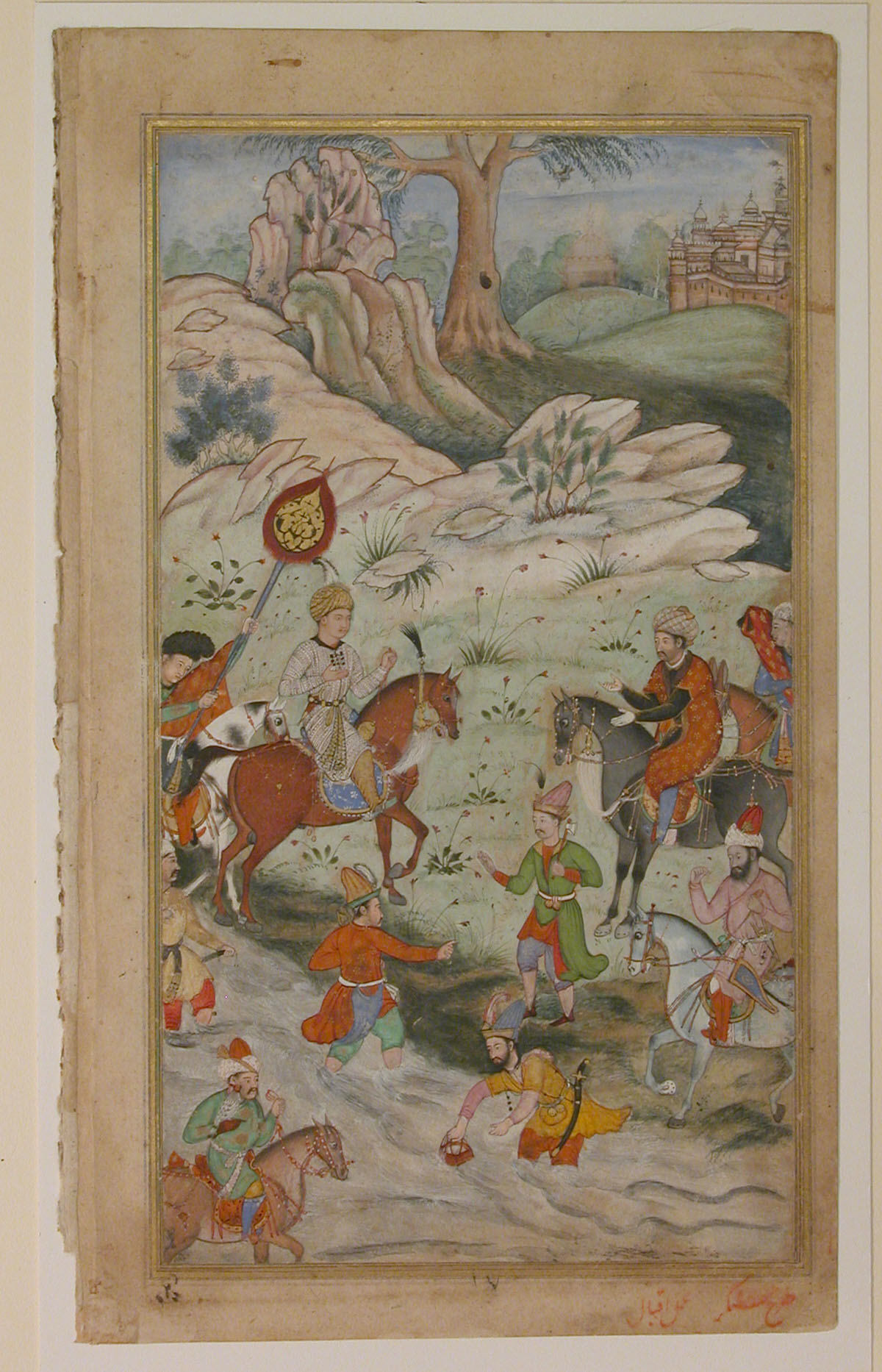
La trobada entre Baber i el sultà Ali Mirza prop de Samarcanda

Decidit a conquerir els uzbeks i reconquistar la seva pàtria ancestral, Baber desconfiava dels seus aliats els otomans, i no va fer cap intent d'establir relacions diplomàtiques formals amb ells. No obstant això, va contractar el comandant Mustafa Rumi i uns quants altres otomans. A partir d'ells, va adoptar la tàctica d'utilitzar mistos i canons al camp (en lloc de només en els setges), cosa que li va donar un avantatge important a l'Índia.
El juny de 1504 es va dirigir a Kabul que havia estat possessió d'un dels seus oncles, però que des del 1501 havia passat als arghun. Baber, amb ajut del seu germà i d'altres nobles que havien fugit dels uzbeks, va conquerir Kabul i va imposar el dret a cobrar el tribut de les tribus afganeses.
El 1506 Baber va deixar Kabul per anar a Herat on l'havia cridat el soldà Hussayn Bayqara per ajudar-lo a lluitar contra els uzbeks. Mort Baykara i davant la incapacitat dels fills, Shibani Khan es va apoderar de la major part del Khurasan i Baber va haver de tornar a Kabul. El 1507 va arrabassar Kandahar als arghun, però aviat fou assetjat en aquesta ciutat per Shibani Khan i es va retirar cap a l'Índia; però al seu torn Shibani es va haver d'enfrontar al xa safàvida Ismaïl I pel que fou derrotat i mort a Merv el 2 de desembre de 1510.
Llavors Babur va ocupar Samarcanda per tercera vegada (octubre de 1511) com a vassall del xa. Aquest vassallatge el va obligar a defensar el xiisme el que li va fer perdre suport popular i finalment fou derrotat pels uzbeks a Kul-i Màlik el maig de 1512 i va haver d'evacuar Samarcanda. Va intentar la reconquesta de la ciutat aliat a les forces safàvides del general Nadjm-i Thani però aquest fou derrotat a Ghudjuwan el 12 de novembre de 1512 i Baber es va retirar precipitadament.
El 1513 i 1514 va fer incursions a Kunduz i el 1514 va retornar a Kabul. En els següents anys va fer diverses incursions al sud i a l'est, i va acabar recuperant Kandahar als arghun (per negociacions) el maig de 1522. En endavant el seu objectiu fou l'Índia.

### Expansió vers l'Índia

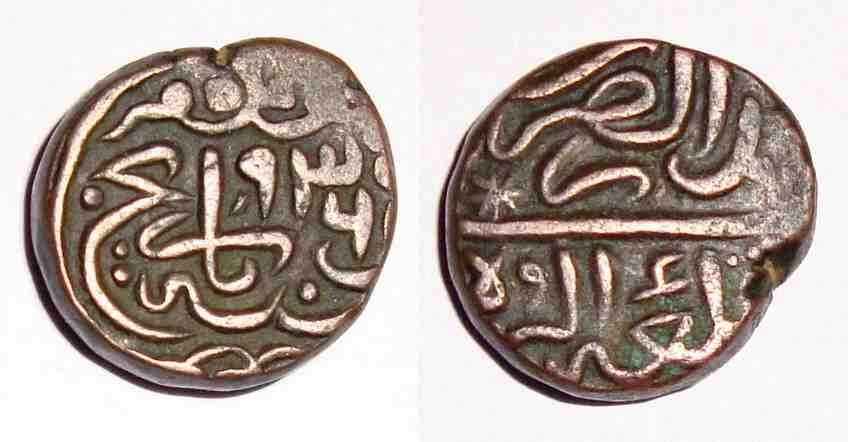
Moneda de Baber, basada en l'estàndard de Bahlul Xah Lodi, Fort d'Agra, AH 936

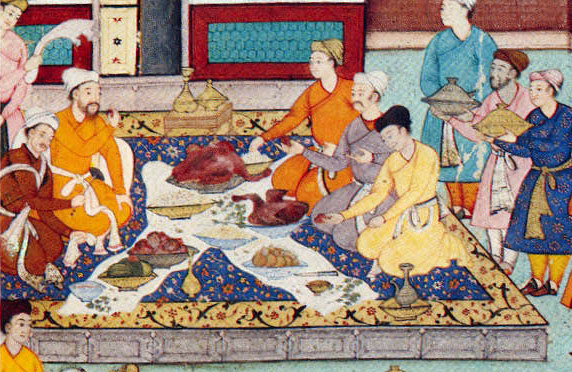
Baber a Mughal Dastarkhan el 1507 en una pintura de c. 1590

Dawlat Khan Lodi de Lahore i Alam Khan, amir de Delhi, el van cridar per ajudar-los contra el seu parent Ibrahim Lodi del Sultanat de Delhi. Baber va ocupar Lahore i va desposseir a Dawlat Khan; a Alam Khan el va utilitzar per obtenir suport dels afganesos. Fins a 1524, el seu objectiu era només expandir el seu domini al Panjab, principalment per complir el llegat del seu avantpassat Timur, ja que abans formava part del seu Imperi. Aleshores parts del nord de l'Índia formaven part del sultanat de Delhi, governat per Ibrahim Lodi de la dinastia Lodi, però el sultanat s'estava enfonsant i hi havia molts desertors. Baber va rebre invitacions de Daulat Khan Lodi, governador del Panjab i Ala-ud-Din, oncle d'Ibrahim. Va enviar un ambaixador a Ibrahim, proclamant-se l'hereu legítim del tron, però l'ambaixador va ser detingut a Lahore, Panjab, i alliberat mesos després.

### Primera batalla de Panipat

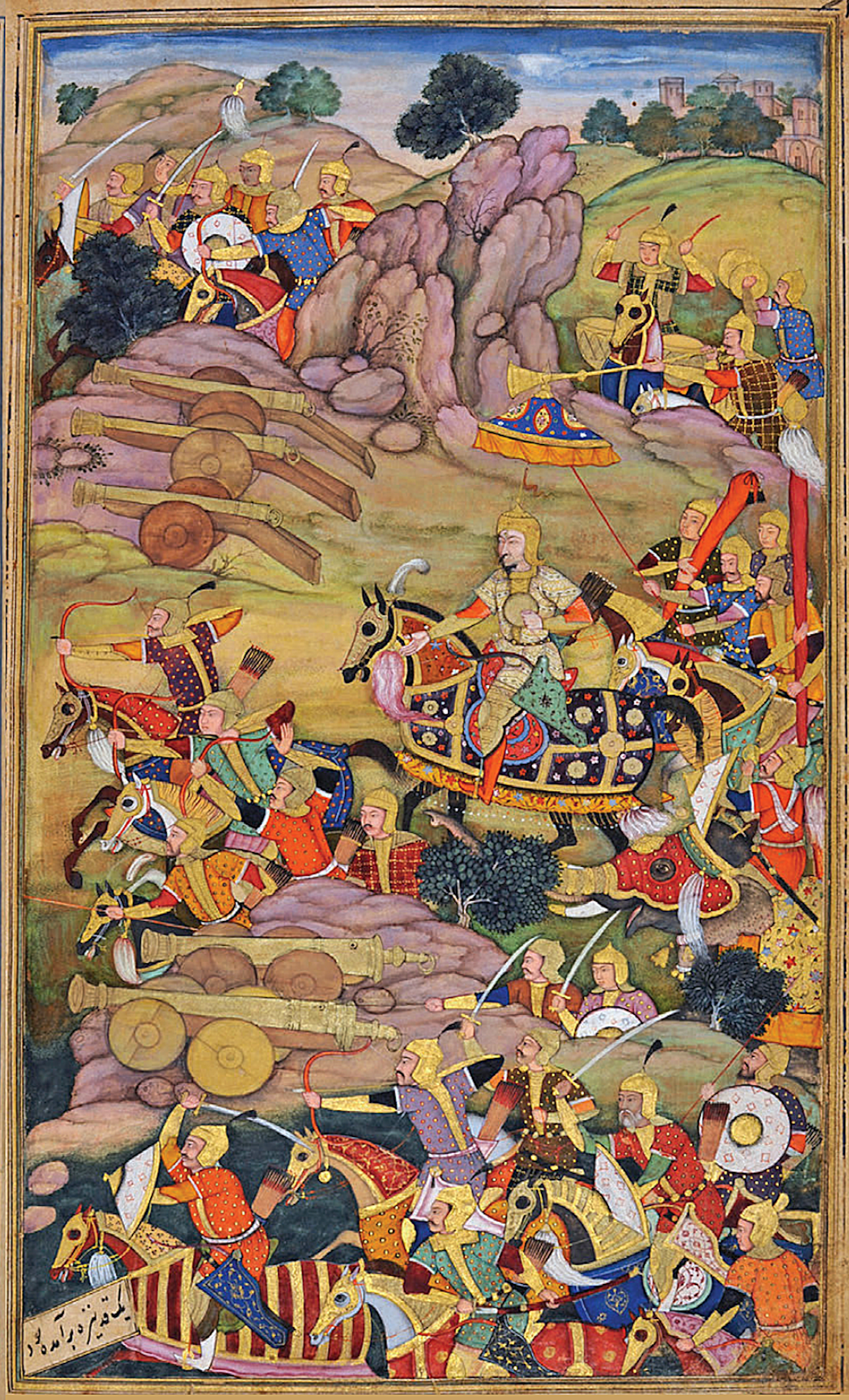
Artilleria i tropes mogols en acció durant la batalla de Panipat (1526)

El novembre de 1525 Baber va rebre notícies a Peshawar que Daulat Khan Lodi havia canviat de bàndol i Baber va expulsar Ala-ud-Din. Baber va marxar cap a Lahore per enfrontar-se a Daulat Khan Lodi, només per veure com l'exèrcit de Daulat es va desfer a la seva aproximació. Daulat es va rendir i va ser indultat. Així, a les tres setmanes de travessar el riu Indus, Baber s'havia convertit en l'amo del Panjab.
Baber va marxar cap a Delhi via Sirhind. Va arribar a Panipat el 20 d'abril de 1526 i allí es va trobar amb l'exèrcit numèricament superior d'Ibrahim Lodi d'uns 100.000 soldats i 100 elefants. En la batalla que va començar l'endemà, Baber va utilitzar la tàctica de Tulugma, encerclant l'exèrcit d'Ibrahim Lodi i obligant-lo a enfrontar-se directament al foc d'artilleria, a més d'espantar els seus elefants de guerra. Ibrahim Lodi va morir durant la batalla, acabant així la dinastia Lodi.
Baber va escriure a les seves memòries sobre la seva victòria:
| « | Després de la batalla, Baber va ocupar Delhi i Agra, va ocupar el tron de Lodi i va establir les bases per a l'eventual ascens del domini mogol a l'Índia. No obstant això, abans de fer-se el governant del nord de l'Índia, va haver de defensar-se dels desafiadors, com Rana Sanga. | » |

Molts dels homes de Baber suposadament volien anar-se'n de l'Índia a causa del seu clima càlid, però Baber els va motivar a quedar-s'hi i expandir el seu Imperi.

### Batalla de Khanua

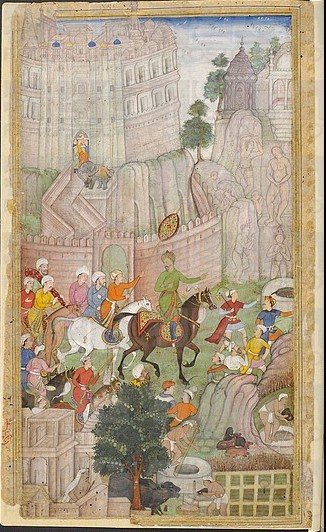
Babur es troba amb les estàtues jainistes a la vall d'Urvah a Gwalior el 1527. Va ordenar que fossin destruïts

La batalla de Khanua es va lliurar entre Babur i el governant Rajput de Mewar, Sangram Singh I el 16 de març de 1527. Sangram Singh I volia enderrocar Baber, a qui considerava un estranger que governava a l'Índia, i també estendre els territoris Rajput annexant Delhi i Agra. Va rebre el suport dels caps afganesos que consideraven que Babur havia estat enganyós en negar-se a complir les promeses que se'ls havien fet. En rebre notícies de l'avanç de Rana Sangha cap a Agra, Baber va prendre una posició defensiva a Khanua (actualment a l'estat indi de Rajasthan), des d'on esperava llançar un contraatac més tard. Segons KV Krishna Rao, Baber va guanyar la batalla per la seva generalitat superior i les seves tàctiques modernes; la batalla va ser una de les primeres a l'Índia que va comptar amb canons i mosquets. Rao també assenyala que Rana Sanga es va enfrontar a la traïció quan el cap hindú Silhadi es va unir a l'exèrcit de Baber amb una guarnició de 6.000 soldats.
La Batalla de Khanua va ser una de les batalles més decisives de la història de l'Índia, més que la Primera Batalla de Panipat, ja que la derrota de Rana Sanga va ser un esdeveniment que va marcar la conquesta mogol del nord de l'Índia. Va derrotar els afganesos orientals a la unió del riu Gogra amb el Ganges (maig de 1529) el que li va donar el domini fins a Bengala.

### Batalla de Chanderi
La batalla de Chanderi va tenir lloc l'any després de la batalla de Khanwa. En rebre la notícia que Rana Sanga havia fet els preparatius per renovar el conflicte amb ell, Babur va decidir aïllar els Rana derrotant un dels seus aliats més ferms, Medini Rai, que era el governant de Malwa.
En arribar a Chanderi, el 20 de gener de 1528, Babur va oferir Shamsabad a Medini Rao a canvi de Chanderi com a obertura de pau, però l'oferta va ser rebutjada. La fortalesa exterior de Chanderi va ser presa per l'exèrcit de Babur a la nit, i l'endemà al matí el fort superior va ser capturat. El mateix Babur va expressar la seva sorpresa perquè el fort superior hagués caigut una hora després de l'assalt final. No veient cap esperança de victòria, Medini Rai va organitzar un jauhar, durant el qual dones i nens de la fortalesa es van immolar. Un petit nombre de soldats també es van reunir a casa de Medini Rao i es van matar entre ells en suïcidi col·lectiu. Aquest sacrifici no sembla haver impressionat Baber, que no va expressar ni una paraula d'admiració per l'enemic en la seva autobiografia.

## Vida personal
Religiosament, va començar la seva vida com a musulmà acèrrim, però va experimentar una evolució important. A mesura que va conquerir nous territoris i envellir, Babur es va tornar més tolerant, permetent que altres religions coexistís pacíficament al seu Imperi i a la seva cort. També va mostrar una certa atracció per la teologia, la poesia, la geografia, la història i la biologia —disciplines que va promoure a la seva cort— la qual cosa li va valer una associació freqüent amb representants del Renaixement timúrida. Les seves postures religioses i filosòfiques es caracteritzen com a humanistes.
Babur es va casar diverses vegades. Entre els seus fills destaquen Humayun, Kamran Mirza i Hindal Mirza. Babur va morir el 1530 a Agra i Humayun el va succeir. Babur va ser enterrat per primera vegada a Agra, però, segons els seus desitjos, les seves restes van ser traslladades a Kabul i tornades a enterrar. Es classifica com un heroi nacional a l'Uzbekistan i Kirguizstan. Molts dels seus poemes s'han convertit en cançons populars. Va escriure el Baburnama en llengua txagatai; va ser traduït al persa durant el regnat (1556–1605) del seu net, l'emperador Akbar.
Va morir a Agra el 26 de desembre de 1530 on fou enterrat encara que anys després fou traslladat a Kabul on resta.